# جوزيه مولينا
جوزيه مولينا (بالإنجليزية: Jose Molina)‏ هو كاتب سيناريو أمريكي، ولد في 1971 في سان خوان في بورتوريكو.

## وصلات خارجية
- جوزيه مولينا على موقع IMDb (الإنجليزية)
- جوزيه مولينا على موقع ألو سيني (الفرنسية)
- جوزيه مولينا على موقع قاعدة بيانات الفيلم (الإنجليزية)
- جوزيه مولينا على موقع كينوبويسك (الروسية)